# New York New York
New York New York (Cagney & Lacey) è una serie televisiva statunitense andata in onda dal 25 marzo 1982 al 16 maggio 1988 sul canale televisivo degli Stati Uniti CBS. In Italia è stata trasmessa per la prima volta nel 1983 da Italia 1. In seguito fu spostata su Canale 5, venendo replicata anche da altri canali.
Serie appartenente al genere "police procedural", New York New York ha come protagoniste le detective Christine Cagney (Sharon Gless), donna single in carriera, e Mary Beth Lacey (Tyne Daly), moglie e madre. Le due donne lavoravano al 14º Distretto di polizia di Manhattan.
All'origine della serie, esiste un film per la televisione del 1981, in cui il ruolo di Cagney fu interpretato da Loretta Swit. Costretta a rifiutare il ruolo nella serie televisiva a causa del contratto che la legava alla serie M*A*S*H, la sua parte fu quindi offerta a Meg Foster, che interpretò Christine per i primi sei episodi. Quando la serie fu confermata per la stagione 1982-1983, Sharon Gless prese il posto della Foster, ritenuta troppo "aggressiva" nell'interpretazione e percepita dagli spettatori come lesbica.
I manager della CBS volevano comunque una rappresentazione meno "femminile" del personaggio di Cagney, così chiesero agli autori di trasformarlo da donna dura e arguta della classe lavoratrice media in una donna snob e di famiglia benestante. I produttori, Barney Rosenzweig e Barbara Corday, rifiutarono il cambiamento facendo di Christine uno dei personaggi televisivi più popolari degli anni '80.
Alla fine della prima stagione, la serie venne cancellata dalla CBS a causa dei bassi ascolti, ma in seguito ad una campagna organizzata dal produttore Barney Rosenzweig, alla quale migliaia di spettatori risposero con lettere di protesta al canale televisivo, lo show tornò in tv. Nella stagione 1983-1984, la serie entrò tra i 10 programmi più visti. Tra il 1982 e il 1988, ricevette 36 candidature agli Emmy, vincendone 14 (tra cui 4 premi a Tyne Daly, 2 a Sharon Gless e 2 come Migliore Serie Drammatica nel 1985 e nel 1986) e 13 candidature ai Golden Globe (con una sola statuetta per Sharon Gless nel 1986).

## Sviluppo della serie
Il produttore Barney Rosenzweig fu influenzato dal movimento femminista da quella che allora era la sua compagna, Barbara Corday. Barbara gli consigliò di leggere il libro From Reverence to Rape di Molly Haskell. Dopo aver saputo dall’autrice del libro che non era mai stato realizzato un buddy film con due protagoniste donne, Rosenzweig cercò quindi di realizzarne uno, sul genere della commedia, inizialmente intitolata Newman & Redford, titolo che poi fu cambiato per questioni legali. La sceneggiatura fu scritta quindi da Avedon & Corday. Dato che nessuno studio cinematografico si dimostrò interessato a produrre il film, Rosenzweig iniziò a considerare di realizzarlo per la televisione. Così il produttore cambiò tutta la trama, lasciando intatto solo lo sviluppo dei personaggi, e fece richiesta a molti network televisivi, tra i quali solamente la CBS accettò di produrre la serie.

## Colonna sonora
I titoli di testa della prima stagione sono accompagnati dalla sigla "Ain't That the Way" di Michael Stull, cantata da Marie Cain, e mostra prima le due protagoniste vestite da detective, poi mascherate da prostitute. Nelle stagioni successive, il pezzo fu sostituito da una sigla strumentale composta da Bill Conti, dove venivano mostrate una serie di scene d’azione alternate a scene comiche, che presentavano i personaggi della serie.

## Episodi
| Stagione         | Episodi | Prima TV originale | Prima TV Italia |
| ---------------- | ------- | ------------------ | --------------- |
| Prima stagione   | 6       | 1982               | 1983            |
| Seconda stagione | 22      | 1982-1983          |                 |
| Terza stagione   | 7       | 1984               |                 |
| Quarta stagione  | 22      | 1984-1985          |                 |
| Quinta stagione  | 24      | 1985-1986          |                 |
| Sesta stagione   | 22      | 1986-1987          |                 |
| Settima stagione | 22      | 1987-1988          |                 |